# Elitserien i speedway 2004
Elitserien i speedway 2004

## Sluttabell 2004
1. Masarna, Avesta, 35 poäng
2. Luxo Stars, Målilla, 34
3. Kaparna, Göteborg, 32
4. VMS Elit, Vetlanda, 31
5. Smederna, Eskilstuna, 27
6. Rospiggarna, Hallstavik, 27
7. Västervik, Västervik, 24
8. Indianerna, Kumla, 7
9. Vargarna, Norrköping, 5
10. Piraterna, Motala, 3

## Svenska mästare 2004
- VMS Elit